# Czukurkul

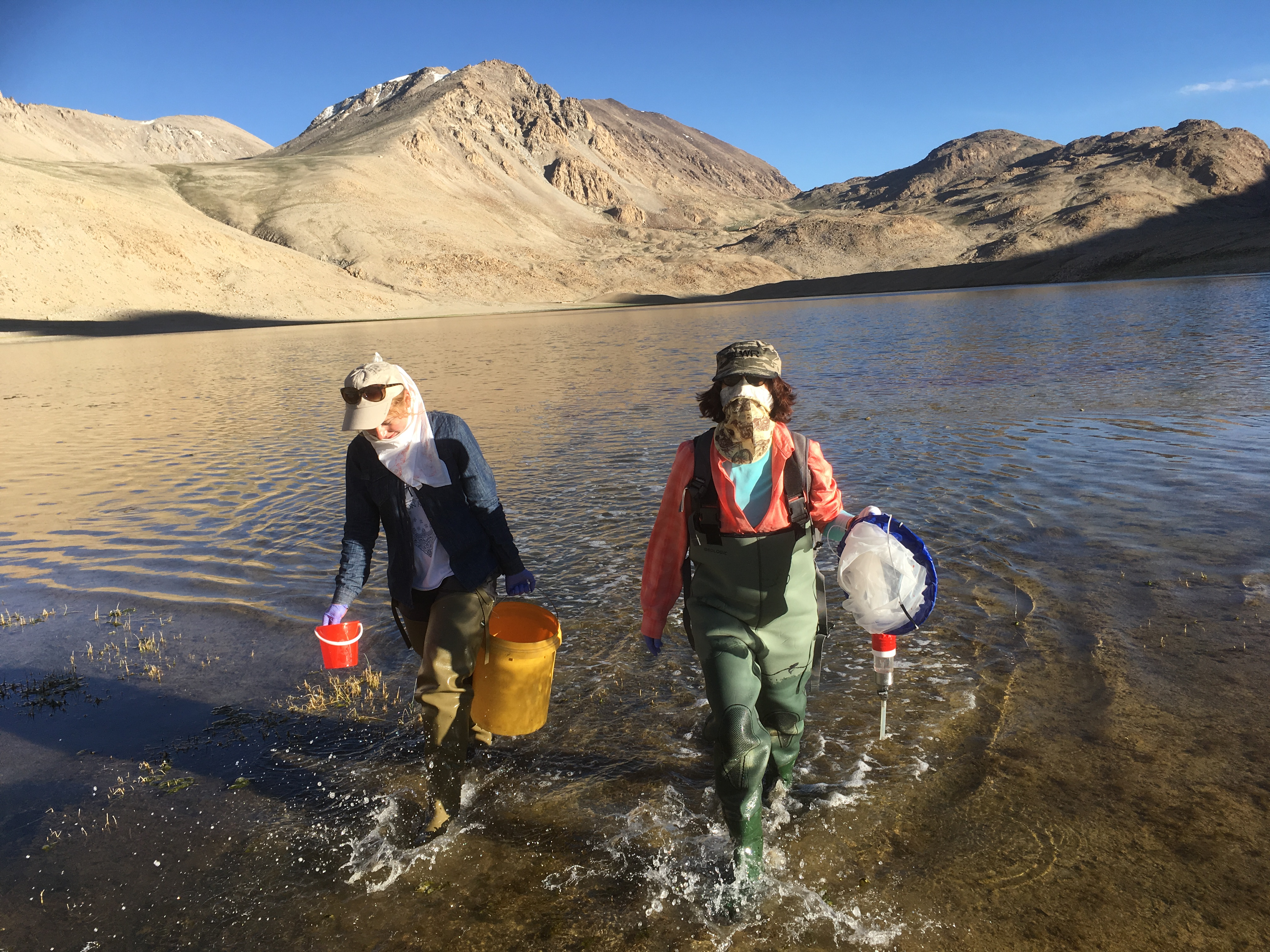
Hydrobiolożki z Uniwersytetu Warszawskiego w trakcie badań sinic jeziora Czukurkul i jego okolic

Czukurkul (tadż. Чукукркӯл) – słone jezioro tektoniczne w Tadżykistanie, w Górskim Badachszanie. 
Jest jednym z grupy niedużych i płytkich jezior leżących we wschodnim Pamirze w kotlinie jeziora Sasikkul. Jeziora te są zasolone ze względu na pustynny klimat, w którym parowanie przeważa nad opadami. Zasilane jest głównie wodami podziemnymi. Jego powierzchnia to 25-50 ha, a głębokość 1,6 m. Podłoże jeziora i okolic jest zbudowane z granitu.
Wśród ptaków zasiedlających jezioro pospolita jest sieweczka mongolska z podgatunku Charadrius mongolus pamirensis.